# Michael Weiss (triathlon)
Pour les articles homonymes, voir Michael Weiss et Weiss.
Michael Weiss, né le 17 janvier 1981 à Gumpoldskirchen en Autriche, est un triathlète champion du monde de Xterra Triathlon et vainqueur sur Ironman. Il pratique tout d'abord le VTT cross-country.

## Biographie
Michael Weiss est membre de l'équipe nationale d'Autriche de vélo tout terrain (VTT)  de 1999 à 2008.  En 2003, il gagne le championnat d'Europe de cette spécialité dans la catégorie des moins de 23 ans (U23). L'année suivante en 2004, il participe à l'épreuve olympique lors des jeux olympiques à Athènes où il termine à la 32e place avec un temps de 2 h 30 min 14 s. Il échoue dans sa tentative de qualification pour les jeux olympiques d'été de 2008, il se tourne alors vers le triathlon.
Il utilise son expérience du VTT pour participer au championnat de Xterra Triathlon. Il connait rapidement des succès en prenant la seconde place du championnat du monde à Maui (Hawaï) en 2008, la 3e 2009 et 2010 et en remporte le titre de champion du monde en 2011. Il remporte en 2011 l’édition inaugurale de l'Ironman Saint Georges aux États-Unis.
En novembre 2011, Michael Weiss est suspendu deux ans pour dopage à la suite d'un contrôle sanguin effectué sur une compétition de VTT en 2005. La commission autrichienne antidopage (National Andi-doping Agentur Austria) (NADAA) le déclare coupable d'avoir utilisé des techniques de dopage à base d'enrichissement du sang par le truchement d'un laboratoire de Vienne en Autriche pendant l'année 2005. La NADAA après avoir initialement innocenté Michael Weiss est revenue sur sa décision et l'a exclu de toutes compétitions pendant deux ans. Michael Weiss tout en se déclarant innocent, renonce à faire appel pour ne pas rallonger le temps de suspension pendant la procédure d'appel. Il effectue son retour à la compétition en 2013, après ses deux années de suspension en participant à l'Ironman de Cozumel au Mexique qu'il remporte en 8 h 22 min 16 s.
Depuis 2009 Michael Weiss vit à Colorado Springs aux États-Unis. Il épouse en août 2011 Rachel Cole employée d'un de ses plus fidèle sponsors, le fabricant de capteurs de puissance pour vélo : SRM training system.

## Palmarès en triathlon
Le tableau présente les résultats les plus significatifs (podium) obtenus sur le circuit international de triathlon depuis 2008,.
| Année | Compétition                            | Pays       | Position           | Temps           |
| ----- | -------------------------------------- | ---------- | ------------------ | --------------- |
| 2020  | Championnat d'Autriche longue distance | Autriche   | Médaille d'or      | 7 h 36 min 56 s |
| 2019  | Ironman 70.3 Campeche                  | Mexique    | Médaille d'or      | 3 h 50 min 2 s  |
| 2018  | Ironman Mexique                        | Mexique    | Médaille d'or      | 7 h 58 min 34 s |
| 2018  | Ironman Mar del Plata                  | Argentine  | Médaille d'or      | 7 h 30 min 23 s |
| 2018  | Ironman 70.3 Cozumel                   | Mexique    | Médaille d'or      | 3 h 47 min 14 s |
| 2018  | Ironman 70.3 Zell am See-Kaprun        | Autriche   | Médaille d'or      | 1 h 36 min 14 s |
| 2018  | Ironman 70.3 St. Pölten                | Autriche   | Médaille d'or      | 3 h 51 min 36 s |
| 2018  | Ironman Autriche                       | Autriche   | Médaille d'or      | 9 h 4 min 46 s  |
| 2017  | Ironman Maastricht - Limburg           | Pays-Bas   | Médaille d'or      | 8 h 18 min 9 s  |
| 2016  | Ironman 70.3 Santa Cruz                | États-Unis | Médaille d'or      | 3 h 50 min 25 s |
| 2015  | Ironman Autriche                       | Autriche   | Médaille d'argent  | 8 h 6 min 59 s  |
| 2014  | Ironman Mexique                        | Mexique    | Médaille d'or      | 8 h 22 min 16 s |
| 2013  | Ironman Mexique                        | Mexique    | Médaille d'or      | 7 h 55 min 23 s |
| 2011  | Championnat du monde Xterra - Maui     | États-Unis | Médaille d'or      | 2 h 27 min 0 s  |
| 2011  | Ironman Autriche                       | Autriche   | Médaille d'argent  | 7 h 57 min 39 s |
| 2011  | Ironman 70.3 Autriche                  | Autriche   | Médaille d'argent  | 3 h 56 min 1 s  |
| 2010  | Championnat du monde Xterra - Maui     | États-Unis | Médaille de bronze | 2 h 36 min 45 s |
| 2010  | Ironman St. George                     | États-Unis | Médaille d'or      | 8 h 40 min 8 s  |
| 2010  | Ironman Autriche                       | Autriche   | Médaille de bronze | 8 h 14 min 50 s |
| 2010  | Challenge Walchsee-Kaiserwinkl         | Autriche   | Médaille d'or      | 3 h 57 min 15 s |
| 2009  | Championnat du monde Xterra - Maui     | États-Unis | Médaille de bronze | 2 h 40 min 24 s |
| 2009  | Ironman 70.3 Monaco                    | Monaco     | Médaille d'argent  | Timing          |
| 2008  | Championnat du monde Xterra - Maui     | États-Unis | Médaille d'argent  | 2 h 38 min 10 s |
| 2008  | Xterra Autriche                        | Autriche   | Médaille d'or      | Timing          |
| 2008  | Ironman 70.3 Monaco                    | Monaco     | Médaille d'argent  | 4 h 14 min 12 s |

## Palmarès en VTT

### Jeux olympiques
- Athènes 2004
  - 32e du cross-country VTT

### Championnats du monde
- Lugano 2003
  - 8e du cross-country VTT espoirs
- Les Gets 2004
  - 10e du cross-country VTT

### Coupe du monde
Coupe du monde de VTT cross-country
- 2006 : 10e du classement général

### Championnats d'Europe
- Graz 2003
  -  Champion d'Europe espoir de VTT cross-country

### Championnats d'Autriche
- 2003
  - 2e du championnat d'Autriche de cross-country VTT
- 2004
  -  Champion d'Autriche de cross-country VTT